# Салливан, Артур
Сэр А́ртур Се́ймур Са́лливан, также Са́лливен (англ. Sir Arthur Seymour Sullivan; 13 мая 1842, Лондон — 22 ноября 1900, там же) — британский композитор ирландско-итальянского происхождения, органист, дирижёр и педагог.
Артур Салливан является автором 23 опер и оперетт, 12 крупных оркестровых произведений, 10 произведений для хора и оркестра, музыки к семи пьесам драматического театра, двух балетов и одного вокального цикла, 72 гимнов, произведений церковной музыки, песен и салонных романсов и баллад, фортепианной музыки и произведений для камерного ансамбля. Наибольшую известность получили 14 его оперетт (с разговорными диалогами), написанных в соавторстве с Уильямом Гилбертом, в том числе «Корабль Её Величества „Пинафор“», «Пираты Пензанса», «Иоланта» и «Микадо». Среди известных сочинений в других жанрах — хоры «Вперед, Христово воинство» и «Потерянный аккорд». Хотя некоторые из серьёзных сочинений Салливана при его жизни имели успех, большинство из них сейчас забыто, в отличие от оперетт, которые по-прежнему ставятся в англоязычных странах.

## Биография

### Детство

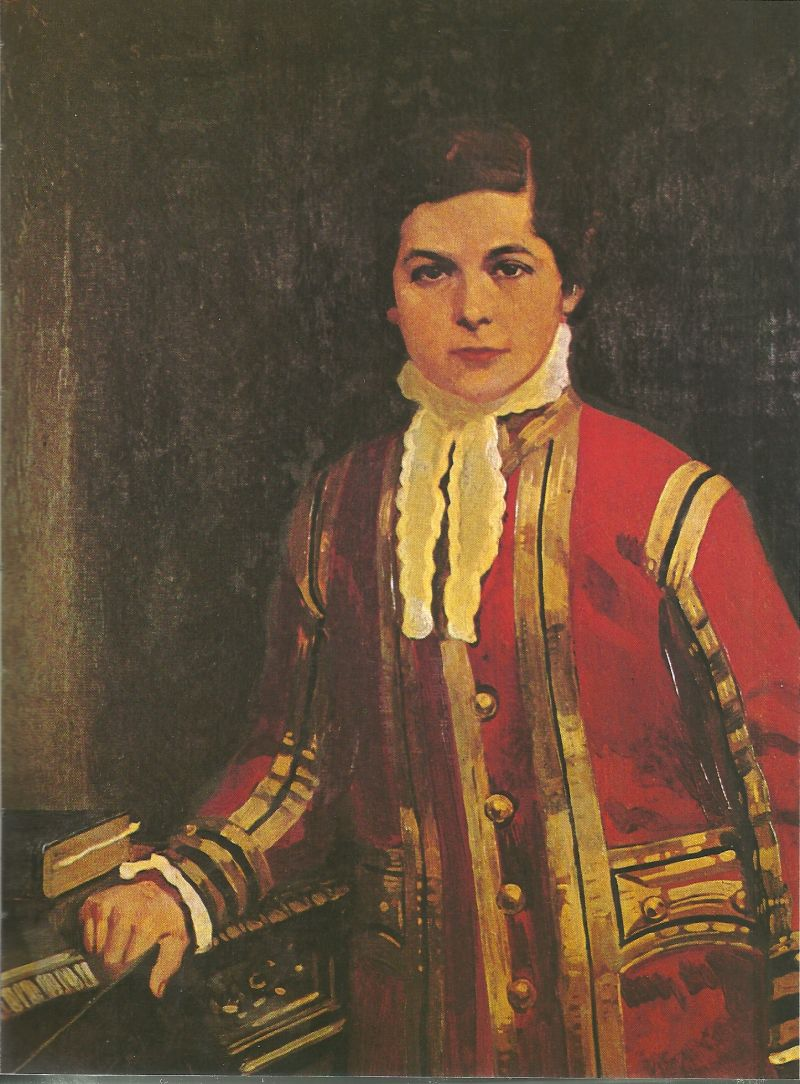
А. Салливан — хорист Королевской капеллы, ок. 1855 г.

Артур Салливан родился 13 мая 1842 года в Ламбете, Лондон. Его отец, Томас Салливан (1805—1866), родился в Ирландии, но вырос в Англии, в лондонском Челси, стал капельмейстером военного оркестра, кларнетистом и преподавателем. Мать Артура Салливана, Мэри-Клементина (урожденная Колен, англ. Coghlan; 1811—1882), была ирландско-итальянского происхождения, но родилась в Англии. У Мэри и Томаса было двое детей: Артур и его старший брат — Фредерик. В 1845 году семья переехала в Сандхерст; Томас Салливан служил там капельмейстером Королевского военного колледжа, до 1857 года, а также подрабатывал, давая частные уроки музыки. Артур часто проводил время в классах этого военного колледжа, занимаясь сначала на одном духовом инструменте, затем на другом, а также на фортепиано. Таким образом он изучил многие музыкальные инструменты, о чём позже вспоминал:

Меня сильно интересовало всё, что делал военный оркестр, я учился играть на каждом духовом инструменте и это было не просто мимолетное знакомство, а настоящая, продолжавшаяся всю жизнь близкая дружба. Постепенно я изучил особенности каждого… что он может сделать и на что он неспособен. Я познал наилучший способ из возможных как писать для оркестра.
Оригинальный текст (англ.)I was intensely interested in all that the band did, and learned to play every wind instrument, with which I formed not merely a passing acquaintance, but a real, life-long, intimate friendship. I gradually learned the peculiarities of each… what it could do and what it was unable to do. I learned in the best possible way how to write for an orchestra.
В возрасте восьми лет Артур сочинил гимн «Водами вавилонскими». Его любимыми книгами были книги о жизни композиторов. Пораженный мыслью о том, что все великие английские музыканты учились в Королевской капелле, Сент-Джеймсе или Вестминстерском аббатстве он также захотел там учиться. Признавая очевидную музыкальную одарённость мальчика, его отец знал ненадёжность музыкальной карьеры и отговаривал его заниматься музыкой, затем он решил, что его сын должен получить прежде всего хорошее общее образование и отправил его в частную школу в Бейсуотере, Лондон.
В 1854 году, во время учёбы в бейсуотерской школе, Артур Салливан уговорил отца позволить директору школы отправить его на прослушивание к Джорджу Смарту, органисту Королевской капеллы. Смарт сердечно принял Артура, который обладая красивым голосом спел у него под фортепианный аккомпанемент. Подвергшийся вступительному испытанию, через которое он успешно прошёл, несмотря на опасения, связанные с грядущей ломкой голоса, Артур был сразу зачислен в Королевскую капеллу. Его определили на обучение к хормейстеру капеллы Томасу Хелмору. Как и все певчие мальчики он жил с учителем в старинном доме на Cheyne Walk в лондонском Челси и получал образование наряду с остальными.
Через восемнадцать месяцев обучения он сочинил гимн и показал его сэру Джорджу Смарту, который сказал, что это сочинение должно быть исполнено. После исполнения этого гимна епископ Лондона, он же настоятель Королевской капеллы, поинтересовался кто сочинил этот гимн. Узнав, что его автором является некий Салливан, он пригласил его в ризницу, потрепал по голове и дал десять шиллингов, что было большой суммой в глазах мальчика. Вскоре он стал солистом капеллы, а к 1856 году — первым мальчиком (англ. first boy). Томас Хелмор поощрял талант юного композитора и организовал в 1855 году публикацию одного из его произведений, «О, Израиль», которое стало его первым опубликованным сочинением. Хелмор также привлёк его к гармонизации тома The Hymnal Noted, собрания известных церковных гимнов, а также организовал их исполнение. Один из этих гимнов, в обработке юного Салливана был исполнен Королевской капеллой во дворце Сент-Джеймс под управлением сэра Джорджа Смарта.

### Профессиональное образование

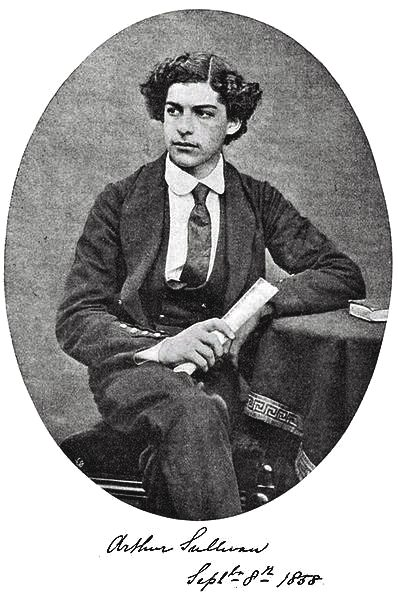
А. Салливан в возрасте 16 лет

В 1856 году Артур Салливан увидел рекламное объявление о проведении конкурса в Королевской академии музыки среди молодых композиторов, победитель которого получит Мендельсоновскую стипендию. Салливану разрешили подать заявку на этот конкурс, так как он уже достиг 14 лет — минимального возраста для участия. В конкурсе участвовало 24 человека, каждый из которых предоставил жюри свои собственные сочинения. Из этих 24 сочинений два лучших, в том числе Салливана, прошли во второй тур. На следующий день 14-летнего Салливана письмом известили о победе в конкурсе — он стал первым обладателем этой стипендии.
Стипендиальная комиссия отправила его на обучение в Королевскую академию музыки, где он учился у Джона Госса, учителем которого был Томас Эттвуд — ученик Моцарта. Игре на фортепиано Салливан обучался у ректора академии, Уильяма Стерндейла Беннетта и Артура О’Лири. В течение этого года Салливан продолжал петь в Королевской капелле, которая обеспечивала его деньгами на карманные расходы. Стипендия была продлена на следующий год, а в 1858 году, что биограф Артур Джейкобс назвал «экстраординарным жестом доверия», — на третий год, на этот раз отправив Салливана учиться в Лейпцигскую консерваторию.
Хотя стипендия была продлена только на один год обучения, Салливан прожил в Германии три года. Последний год в Лейпциге он провёл с помощью отца, который собрал денег на его проживание, и благодаря Консерватории, которая отложила на время плату за обучение. В Лейпцигской консерватории у Юлиуса Ритца и Карла Райнеке он изучал композицию, у Морица Гауптмана и Эрнста Рихтера — контрапункт, у Луи Плайди и Игнаца Мошелеса — фортепиано. Его обучали идеям и технике Мендельсона, но различные музыкальные стили, в том числе Шуберта, Верди, Баха и Вагнера также оказали своё влияние. В Лейпциге Салливан написал струнный квартет, он был исполнен на концерте в Консерватории в присутствии Луи Шпора, который лично поздравил и похвалил молодого композитора после концерта. За этим сочинением последовали симфонии, сонаты и другие произведения, некоторые из которых были исполнены, но все из них с тех пор были преданы забвению.
Учась в Лейпциге он сдружился с антрепренёром Карлом Розой и скрипачом Йозефом Иоахимом. При посещении синагоги, он был настолько поражен некоторым каденциям и музыкально-гармоническим последовательностям, что даже тридцать лет спустя он смог вспомнить их и использовать в своей серьёзной опере — «Айвенго». Часто бывал в Дрездене, где посещал оперу и картинную галерею. Игнац Мошелес, который также был его попечителем, требовал от него строгий отчёт расходов. Боясь наказания, Салливан сначала списывал свои тайные визиты в Дрезден на «помадки и носки», траты на которые в конце-концов привели Мошелеса в изумление. Когда тайное стало явным, Мошелес стал выделять ему больше денег, чтобы тот смог посещать Дрезден никого не обманывая. Он высоко ценил Салливана, о чём свидетельствует его переписка, а его подопечный с благодарностью говорил о доброте маэстро.
Салливан благодарил свой лейпцигский период за огромный музыкальный рост. Его дипломной работой, завершённой в 1861 году, была музыка к шекспировской пьесе «Буря». Её впервые исполнили в Гевандхаусе, под управлением автора. Вернувшись в Англию в том же году, он продолжил обучение. Переработанная и дополненная, «Буря» была исполнена в Хрустальном дворце в 1862 году. Хотя это была инструментальная и вокальная музыка одновременно, инструментальная всё же преобладала. Произведение молодого композитора стало настоящей сенсацией в тот субботний день. Сразу после окончания спектакля его встретил Чарльз Диккенс, который тепло пожимая ему руку сказал: «я не знаю многого в музыке технически, но как страстный её любитель я восхищён». На репетиции этого сочинения в следующую субботу присутствовал почти каждый лондонский музыкант, привлекаемый любопытством послушать неизвестного композитора. С тех пор он стал создавать репутацию наиболее перспективного молодого английского композитора.

### 1860-е годы. Ранний период творчества
Артур Салливан начал свою композиторскую карьеру с серии смелых произведений, а также гимнов, салонных песен и других незначительных произведений, написанных в более коммерческом ключе. Его сочинения не приносили особого дохода, поэтому в 1861—1872 годах он работал церковным органистом в двух престижных лондонских церквях: Св. Михаила на Честер-Сквер и Св. Петра на Крэнли-Гарденс в Южном Кенсингтоне. Кроме этого, занимался ненавистной ему преподавательской деятельностью, в частности в Школе Хрустального дворца.
В 1863 году вся Англия ожидала свадьбы принца Уэльского, будущего короля Эдуарда VII, и датской принцессы Александры, которая состоялась 10 марта. Салливану выпал редкий шанс сочинить несколько произведений для королевской семьи. Разделяя общий энтузиазм, он написал свадебный марш, который многократно исполнялся в этот насыщенный день. Вскоре после этого, композитор был представлен принцу и с тех пор между ними была теплая дружба. В том же году состоялась его первая поездка в Париж, в компании с Чарльзом Диккенсом и Генри Чорли, где состоялось его знакомство с Полиной Виардо и Джоаккино Россини. Россини проявил большой интерес к таланту полного энтузиазма Салливана, играл ему и давал ценные советы, в особенности касающиеся драматической музыки. Салливан делал записи своих интервью Россини, но потерял их. Вернувшись обратно в Лондон, под впечатлением от оперы «Орфей и Эвридика» Глюка, в которой бесподобно пела Виардо, а также от Россини, предсказавшего ему великое будущее, он решил посвятить всё своё время сочинению музыки, уверенно чувствуя, что преподавательская деятельность, кроме как в исключительных случаях, не совместима с композицией.
В 1863—1864 годах Салливан пишет свою первую комическую оперу «Сапфировое колье», на либретто Генри Чорли. Полностью завершённая в 1867 году она так и не была поставлена, а ныне утрачена, кроме увертюры и двух песен, которые были отдельно опубликованы. Будучи органистом Ковент-Гардена, он сочинил свой первый балет — «Зачарованный остров», который исполнялся в Ковент-Гардене с короткими операми на протяжении всего сезона 1864 года, а также первое сочинение для голоса и оркестра — кантату «Маскарад в Кенилворте», впервые исполненную на Бирмингемском фестивале в том же году.
В 1866 году также начал преподавать композицию в Королевской академии музыки, в том же году были впервые исполнены его «Ирландская» симфония, Концерт для виолончели с оркестром, а также Увертюра до минор «In Memoriam», написанная в память о покойном отце. При жизни композитора эти сочинения были весьма популярны и нередко исполнялись. В том же году на либретто Фрэнсиса Бёрнанда для частного исполнения Салливан написал комическую оперу «Кокс и Бокс, или Давно потерявшиеся братья» — его первая уцелевшая опера, которая затем исполнялась в благотворительных спектаклях в Лондоне и Манчестере, а после была поставлена в Галерее иллюстраций, где её исполнили 264 раза.
Осенью 1867 года Салливан отправился с Джорджем Гроувом в Вену в поисках забытых нотных рукописей Франца Шуберта. Им удалось найти там 7 симфоний, музыку к пьесе «Розамунда», несколько месс и опер, кое-что из камерной музыки, большое количество разнообразных фрагментов и песен. Салливан и Гроув сделали наибольший вклад в разыскание и открытие произведений Шуберта, которые привели к значительному увеличению интереса к его творчеству. В Вене они сделали копии своих находок, особенный восторг вызывала найденная партитура к «Розамунде». В том же году им была написана увертюра «Мармион», впервые исполненная Филармоническим обществом. Газета The Times назвала её «ещё одним шагом вперёд со стороны многообещающего композитора, которым мы сегодня можем похвастаться». Томас Джёрман Рид заказал Салливану и Бёрнанду двухактную оперу «Контрабандист» (1867), но она не имела успеха. Позже переработанная и дополненная редакция этой оперы появилась под названием «Вождь» (1897).
В 1868 году Салливан написал ряд многоголосных песен, самой известной из которых стала «The Long Day Closes». Короткая оратория «Блудный сын», премьера которой состоялась на Фестивале трёх хоров в Вустерском соборе, заслужила много похвал и стала последним крупным сочинением 1860-х годов.

### 1870-е годы. Первое сотрудничество с Гилбертом

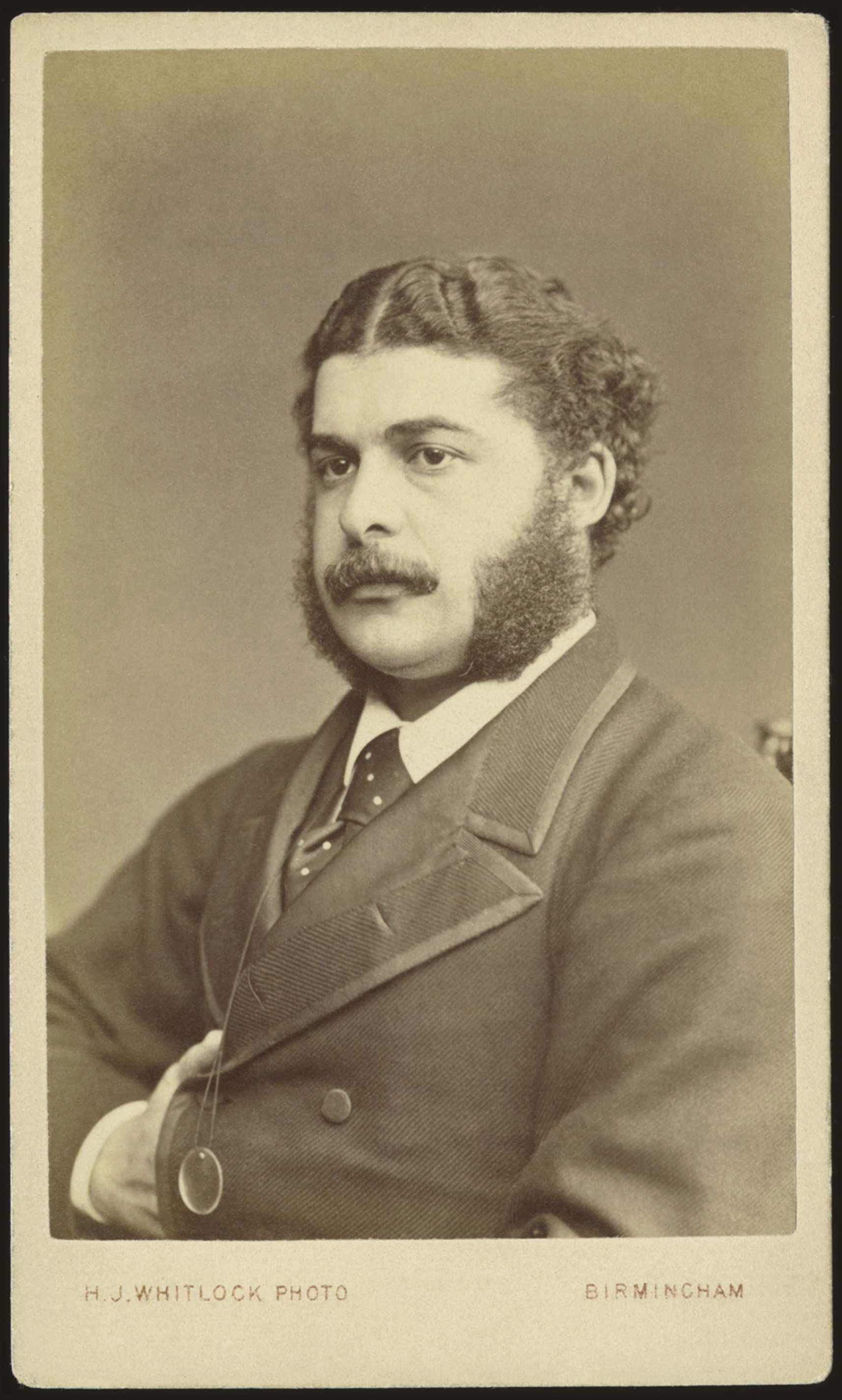
А. Салливан, ок. 1870 г.

Увертюра di Ballo, самое длинное оркестровое произведение Артура Салливана, была написана для Бирмингемского фестиваля в 1870 году. Она была принята публикой с восторгом, однако в The Musical Times был напечатан редкий пример критического осуждения общедоступности музыки Салливана. Также в 1870 году композитор Фредерик Клей официально представил друг другу Артура Салливана и Уильяма Гилберта. Знакомство состоялось на репетиции второй постановки музыкального представления «Давным-давно!», вероятно, в июле месяце.
Следующий, 1871 год, был очень насыщенным — он опубликовал свой единственный цикл песен, «Окно», на слова Альфреда Теннисона, сочинил первую из серии сюит (музыка к драме), для пьесы «Венецианский купец» Шекспира в постановке одного из театров Вест-Энда, написал драматическую кантату «На берегу и море» для открытия Лондонской международной выставки, а также гимн «Вперёд, Христово воинство» на слова С. Бэринг-Гулда, который вошёл в число избранных гимнов Армии спасения. В конце года, импресарио Джон Холлингсхед заказал Салливану создать совместно с Гилбертом комическую оперу «Феспис» в стиле бурлеска для Гайети-театра. Эта опера с классическим сюжетом, политической сатирой и пародией на большую оперу напоминала «Орфей в аду» и «Прекрасную Елену» Жака Оффенбаха, чьи оперетты были очень популярны на английской сцене, как на английском, так и на французском языках. «Феспис», исполненный как рождественское представление, продержался до Пасхи 1872 года, что было неплохим сроком для подобного сочинения. После этой оперы пути Салливана и Гилберта временно разошлись, не считая трех баллад, написанных совместно в конце 1874 — начале 1875 года.
Крупными сочинениями Салливана начала 1870-х были праздничный гимн «Te Deum» (Хрустальный дворец, 1872 год), оратория «Светоч мира» (Бирмингемский фестиваль, 1873 г.), музыка к спектаклям «Виндзорские проказницы» в Гайети-театре (1874) и «Генрих VIII» в Королевском театре в Манчестере (1877). На протяжении всего десятилетия он также продолжал сочинять гимны. В 1873 году Салливан принял участие в написании песен для рождественской салонной феерии Фрэнсиса Бёрнанда «Миллер и его человек». Во время государственного визита императора Александра II в Лондон на гала-концерте в Альберт-холле 18 мая 1874 года, на котором он присутствовал, был исполнен гимн «Боже, Царя храни!» в обработке Салливана для оркестра.
В 1875 году руководителю театра Роялти, Ричарду Д’Ойли Карту, понадобилась короткое произведение, которое бы исполняли вместе с опереттой Перикола Оффенбаха. Вспомнив, что Гилберт предлагал ему либретто, Карт возродил сотрудничество Гилберта и Салливана, в результате чего была написана одноактная драматическая кантата — «Суд присяжных». Изображенный в ней судебный процесс, в котором главную роль судьи сыграл Фредерик Салливан, брат композитора, стал неожиданным хитом, получил похвалу критиков и был исполнен более 300 раз в течение нескольких сезонов. Газета The Daily Telegraph отметила, что произведение показало большой потенциал композитора в драматургии для простых людей, другие обзоры подчёркивали удачную комбинацию слов Гилберта и музыки Салливана. Вскоре после премьеры «Суда присяжных», Салливан написал «Зоопарк», другую одноактную комическую оперу, на либретто Бенджамина Стивенсона, но она быстро сошла со сцены. Следующие 15 лет единственным оперным соавтором Салливана являлся Гилберт, с которым они вместе написали ещё 12 опер.
Салливан написал также более 80 популярных песен и салонных баллад, большая часть из которых была написана до конца 1870-х годов Его первой известной песней стала «Орфей с его лютней» (1866), а также многоголосная песня — «О, тише ты, детка моя» (1867). Самой известной из его песен является «Потерянный аккорд» (The Lost Chord) на стихотворение «A Lost Chord» английской поэтессы Аделаиды Энн Проктер, которое было опубликовано впервые в 1858 году в Английском женском журнале. Песня была написана у постели его больного брата, датирована 13 января 1877 года; через пять дней Фредерик Салливан умер. Ноты его известных песен продавались большими тиражами и были важной частью его дохода; многие из них исполнялись как танцевальные песни.
В 1875—1877 годах Салливан дирижировал концертами в Glasgow Choral Union, а в 1876 году — в Королевском аквариуме, Лондон. В дополнение к его назначению профессором композиции в Королевской академии музыки, членом которой он был, он был назначен первым директором Национальной школы обучения музыке в 1876 году. Он принял последний пост неохотно, опасаясь, что исполнение обязанностей не оставит времени для сочинения. Салливан не был эффективным директором и оставил эту должность в 1881 году. Следующим сотрудничеством с Гилбертом была написанная в 1877 году комическая опера «Чародей», исполненная 178 раз за сезон.

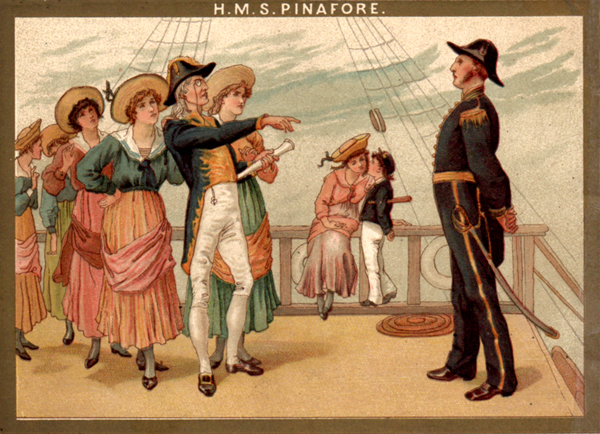
Сцена из «Пинафора»

Яркая и весёлая музыка «Корабля Её Величества „Пинафор“» была написана в 1878 году, когда Салливан страдал от мучительной боли от камней в почках. В 1878—1880 годах она была исполнена 571 раз, став одним из наиболее популярных произведений музыкального театра в мире. Гилберт, Салливан и Карт много лет пытались контролировать соблюдение своих авторских прав за границей, но так и не смогли добиться этого. Более 150 нелегальных постановок этой оперы было в одной Америке. Газета The Times отметила, что опера была редкой попыткой создания «национальной музыкальной сцены», свободной от «рискованных французских неуместностей» и без «помощи» итальянских и немецких музыкальных шаблонов. Однако, The Times и некоторые другие газеты сошлись во мнении, что Салливан способен на более высокое искусство, а его захватила фривольная лёгкая опера. Подобная критика будет на протяжении всей его карьеры. В 1879 году Салливан поведал репортёру The New York Times секрет их успеха с Гилбертом: «Его идеи настолько соблазнительны для музыки, насколько они причудливы и смешны. Его номера… всегда наводят меня на музыкальные идеи». За «Пинафором» последовала опера «Пираты Пензанса» (1879), ещё один международный успех. Первое исполнение оперы состоялось в Нью-Йорке, после чего её 363 раза показали в Лондоне.

### Начало 1880-х годов

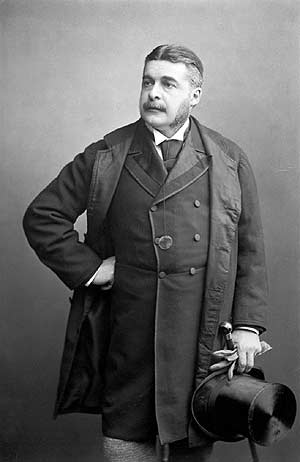
А. Салливан, 1884 г.

В 1880 году Салливан был назначен дирижёром проводившегося раз в три года Фестиваля классической музыки в Лидсе. Ему поручили написать духовное хоровое сочинение для его первого фестиваля. Он выбрал для новой кантаты драматическую поэму Генри Харта Мильмана, написанную в 1822 году и основанную на жизни и смерти Маргариты Антиохийской, а Гилберт на основе этой поэмы сделал адаптированное либретто для Салливана. «Мученица Антиохийская» была впервые исполнена в октябре 1880 года. Салливан не был эффектным дирижёром и некоторые сочли его скучным и старомодным, однако его произведение было приятно с восторгом и часто исполнялось. Благодарный Салливан преподнёс своему соавтору серебряный кубок с выгравированной надписью: «У. Ш. Гилберту от его друга Артура Салливана».
После «Пиратов Пензанса», Д’Ойли Карт поставил в апреле 1881 года следующую комическую оперу Гилберта и Салливана — «Пейшенс». Она шла в лондонском театре Опера-Комик, где исполнялись и предыдущие три оперы, затем постановку перенесли в новый, больший и самый современный к тому времени театр Савой, построенный на прибыль от предыдущих опер Гилберта и Салливана. Их последующие оперы будут впервые исполняться именно в этом театре и будут широко известны как «Савойские оперы», а артистов труппы этого театра будут называть «савойярами» (англ. Savoyard). Новая комическая опера «Иоланта» 1882 года стала четвёртой успешной оперой Гилберта и Салливана и первой премьерой нового театра. Написание опер для Савоя приносило существенный доход Салливану, но он стал всё чаще рассматривать своё партнёрство с Гилбертом и Картом как несущественное для его музыкального дарования, скучное и без конца повторяющееся. После «Иоланты» он планировал отказаться от сотрудничества, но столкнулся с серьёзными финансовыми потерями, когда его брокер обанкротился в ноябре 1882 года, поэтому он пришёл к выводу, что продолжить писать оперы для Савоя — наилучший способ поправить своё финансовое положение. В феврале 1883 года он и Гилберт подписали соглашение с Картом сроком на пять лет, требующее от них сочинять новую оперу после уведомления за шесть месяцев.

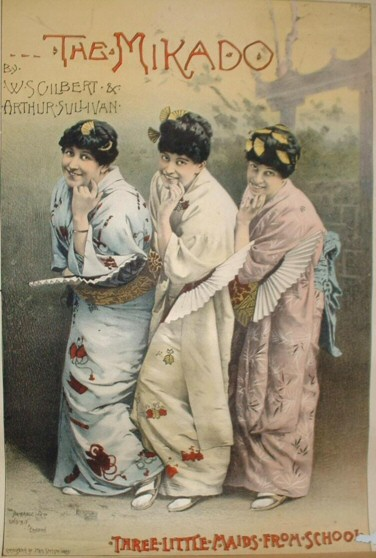
Плакат оперы «Микадо»

22 мая 1883 года Салливан был посвящён королевой Викторией в рыцари за его «заслуги… оказанные продвижению музыкального искусства» в Великобритании. Музыкальная элита того времени и многие критики полагали, что это должно положить конец его карьеры как композитора комической оперы, что музыкант-рыцарь не должен опускаться ниже оратории или большой оперы, поэтому подписавший пятилетнее соглашение Салливан чувствовал себя в ловушке. В середине декабря он попрощался со своей невесткой, вдовой его брата Фреда, которая эмигрировала со своей семьёй в Америку. Старший племянник Салливана, Герберт (Берти), остался в Англии как подопечный своего дяди.
Следующая опера, «Принцесса Ида» (1884) была заметно короче своих предшественниц, хотя Салливана снова высоко оценили. Когда в марте 1884 года кассовые сборы театра упали, Карт дал уведомление авторам, требующее от них по договору написать в течение шести месяцев новую оперу. Близкий друг Салливана, композитор Фредерик Клей, скончался в начале декабря 1883 года, окончив свою карьеру в возрасте 45 лет. Салливан, размышляя над этим, а также о своих собственных проблемах с почками и желании посвятить себя более серьёзной музыке, ответил Карту: «Я не в состоянии написать ещё одно произведение в характере тех, которые уже написаны Гилбертом и мной».
Гилберт уже начал работу над сюжетом новой оперы, в котором люди влюблялись против своей воли после принятия волшебной таблетки. В своей длительной переписке, Салливан высказывался о недопустимо механическом сюжете Гилберта (в частности, история с таблеткой), снова похожим на «шиворот-навыворот» в своём гротеске и их предыдущие работы, особенно, на оперу «Чародей», и неоднократно просил его найти какой-нибудь свежий сюжет. Композитор писал 1 апреля 1884 года: «Я хотел бы положить на музыку правдоподобный и интересный людям сюжет, где юмор доставался бы юмористическим (не серьёзным) ситуациям, а в нежных и драматических ситуациях слова соответствовали бы характеру». 8 мая Гилберт предложил новый сюжет, не связанный с чем-то сверхъестественным и позволивший выйти композитору из тупика. В результате была написана наиболее успешная опера — «Микадо» (1885), которая была исполнена 672 раза и заняла по количеству постановок второе место среди произведений музыкального театра того времени.

### Конец 1880-х годов

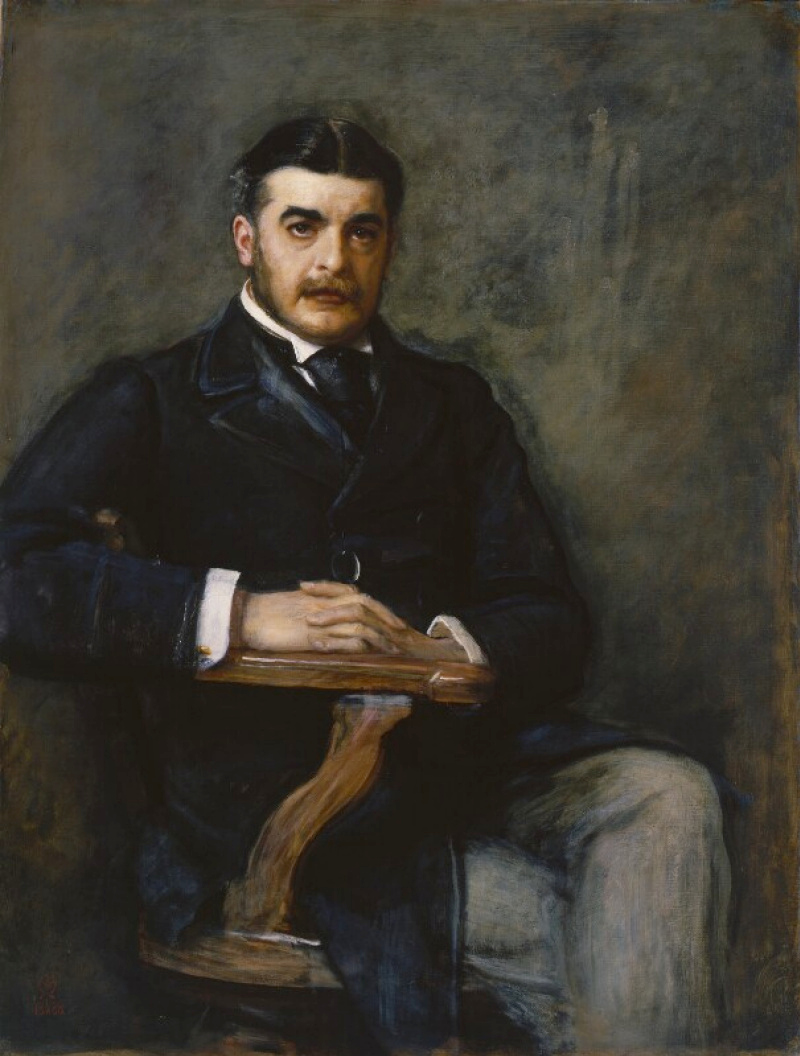
Портрет Салливана
Национальная портретная галерея, худ. Д. Милле, 1888 г.

В 1886 году, Салливан сочинил своё второе и последнее масштабное хоровое произведение десятилетия. Это была кантата для фестиваля в Лидсе — «Золотая легенда», по мотивам одноимённой поэмы Генри Лонгфелло, которая, не считая комических опер, стала самым известным масштабным произведением Салливана. Кантату исполняли сотни раз в течение его жизни, а также вплоть до 1920-х годов, но позже она редко исполнялась и была впервые записана только в 2001 году. В Великобритании 1880—1890-х годов среди подобных сочинений чаще исполнялась только «Мессия» Генделя. Музыковед и дирижёр Дэвид Рассел Хьюм утверждал, что «Золотая легенда» впоследствии оказала влияние на композиторов Эдуарда Элгара и Уильяма Уолтона.
За «Микадо» в театре Савой последовала опера «Раддигор» Гилберта и Салливана, премьера которой состоялась в 1887 году. Её исполнение также принесло хороший доход, но эта девятимесячная постановка была несколько разочаровывающей, по сравнению с предыдущими Савойскими операми. Для следующего произведения, Гилберт представил ещё одну версию магического сюжета, но Салливан немедленно отверг её. Наконец, Гилберт предложил сюжет для сравнительно серьёзной оперы, с которым Салливан согласился. В 1885 году он сказал журналисту: «Опера будущего — это компромисс [между итальянской, французской и немецкой школами] — своего рода эклектическая школа, собрание достоинств каждой из них. Да, это будет исторический труд, и это мечта моей жизни». Хотя опера «Йомены гвардии» (1888) не была большой оперой, она предоставила ему возможность сочинить наиболее амбициозное театральное произведение того времени. После премьеры этой оперы Салливан снова вернулся к творчеству Шекспира и написал музыку к трагедии «Макбет» в постановке Генри Ирвинга (1888).
Салливан давно не сотрудничал с другими либреттистами и желал в дальнейшем писать серьёзные произведения с Гилбертом, но Гилберт считал, что реакция на оперу «Йомены гвардии» «была не столь убедительной, чтобы оправдать нас в предположении, что публика всё ещё хочет чего-то более серьёзного», и что вместо написания большой оперы тот должен продолжить писать комические оперы для театра Савой. Салливан возразил:

Я утратил любовь к написанию комической оперы и питаю очень мрачные сомнения в этих своих способностях… Я потерял необходимую для этого энергичность, и без преувеличения можно сказать, что это противно мне. Эти образы, использующиеся снова и снова (неизбежно в такой труппе как наша), роль Гроссмита, увядающая женщина средних лет, не могут опять быть положены на музыку мной. Я не могу снова писать на какой-то дико невероятный сюжет, в котором нет какого-то общественного интереса. …Я обязан, в интересах произведения, уступать дорогу. Этим объясняется причина моего желания работать там, где музыка будет главным приоритетом — где слова будут подсказывать музыке, а не управлять ею, и где музыка будет усиливать и подчёркивать эмоциональное влияние слов
Оригинальный текст (англ.)I have lost the liking for writing comic opera, and entertain very grave doubts as to my power of doing it… I have lost the necessary nerve for it, and it is not too much to say that it is distasteful to me. The types used over and over again (unavoidable in such a company as ours), the Grossmith part, the middle-aged woman with fading charms, cannot again be clothed in music by me. Nor can I again write to any wildly improbable plot in which there is not some human interest. …I am bound, in the interests of the piece, to give way. Hence the reason of my wishing to do a work where the music is to be the first consideration — where words are to suggest music, not govern it, and where music will intensify and emphasize the emotional effects of the words.
Тем не менее, он заказал либретто большой оперы Джулиану Стёрджису, которого порекомендовал ему Гилберт, и в то же время предложил Гилберту возродить старую идею об опере с декорациями красочной Венеции. Комическая опера была завершена первой: это была опера «Гондольеры» (1889) — их последний большой успех, который Джервейс Хьюз описал как вершину творчества Салливана.

### 1890-е годы

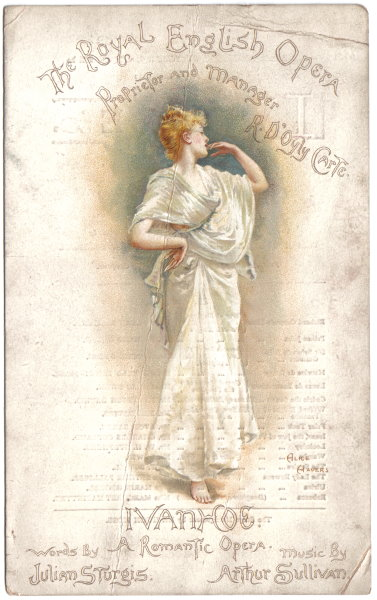
Программа «Айвенго», 1891 г.

В апреле 1890 года серьёзно испортились отношения между Гилбертом и Картом, когда Гилберт, ознакомясь с финансовыми счетами Карта, возразил против чрезмерных расходов на театральные постановки и дорогостоящее ковровое покрытие для фойе театра Савой. Гилберт считал, что это расходы по обслуживанию театра, которые должны оплачиваться только Картом, без участия партнёрства. Салливан был на стороне Карта, так как тот строил новый театр для его предстоящей большой оперы. Гилберт подал в суд иск против Карта и Салливана и поклялся никогда больше не писать для Савоя. Таким образом, партнёрство подошло к концу. Салливан писал Гилберту в сентябре 1890 года, что ему «духовно и физически плохо из-за этого дела. Я до сих пор не оправился от шока, видя наши имена вместе… во враждебном антагонизме из-за нескольких жалких фунтов».
Единственная большая опера Салливана — «Айвенго», по роману Вальтера Скотта, была окончена позднее установленной договором даты, в связи с чем он был обязан оплатить Карту неустойку в размере 3 000 фунтов. Опера была впервые исполнена 31 января 1891 года на открытии нового театра Карта — Королевского театра английской оперы. Исполненная 155 раз подряд она получила хорошие отзывы. Впоследствии Карт не смог пополнить репертуар другими большими английскими операми, а «Айвенго» даже обвинили в неудачах этого нового театра. Её исполняли также во время гастролей 1894—1895 годов, после чего она была надолго забыта. Критик Герман Клейн заметил, что опера является «странным сочетанием успеха и неудачи, не имеющего больше аналогов в истории британской лирической антрепризы». Вопрос о написании новой большой оперы Салливан серьёзно не рассматривал.
В конце 1891 года, он написал музыку для пьесы «Лесники» А. Теннисона, которая хорошо шла в 1892 году в театре Августина Дейли в Нью-Йорке, но потерпела неудачу в следующем году в Лондоне. Биографы и музыковеды, исследующие творчество Салливана, сходятся в осуждении текста Теннисона: Джервейс Хьюз назвал его «легкомысленной белибердой», а Перси Янг нашёл его вовсе «лишённым каких-либо достоинств», и расходятся во мнениях относительно музыки Салливана, которая изначально была хорошо принята, однако не впечатлила некоторых биографов. Например, Артур Джейкобс пишет, что в «Лесниках» нет «ни одного запоминающегося номера». Салливан вернулся к комической опере, но ему и Карту пришлось искать других соавторов. На либретто Сидни Гранди, основанном на вольной интерпретации исторического побега Дороти Вернон c Джоном Мэннерсом, им была написана комическая опера «Хэддон Холл» (1892), более серьёзная и романтическая, чем те, которые были написаны в соавторстве с Гилбертом. Она пользовалась скромной популярностью, была исполнена 204 раза и получила похвалу критиков.

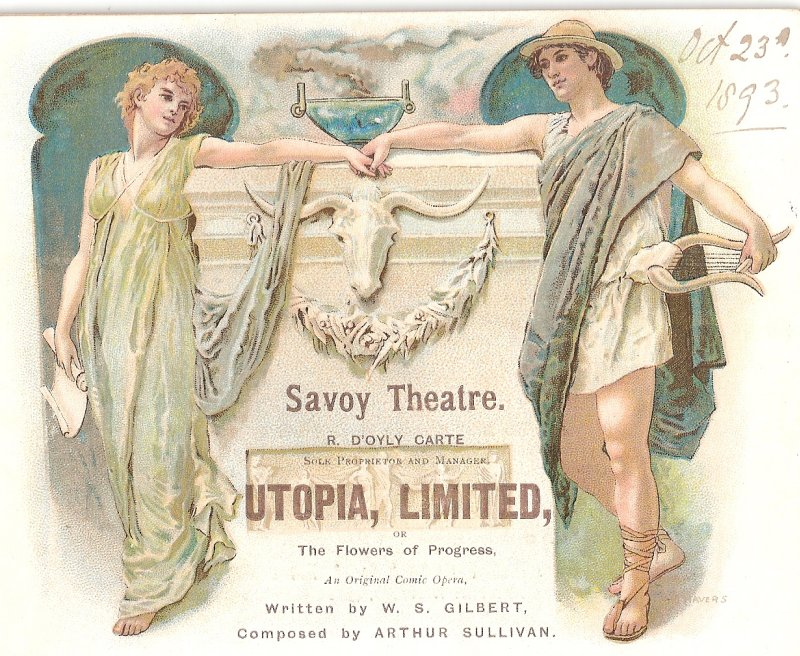
«Утопия с ограниченной ответственностью»

Партнёрство с Гилбертом было настолько прибыльным, что Карт и его жена попытались воссоединить автора и композитора, что им наконец удалось сделать с помощью Тома Чеппела, их музыкального издателя. Их следующая опера «Утопия с ограниченной ответственностью» (1893) была исполнена 245 раз и едва покрыла расходы роскошной постановки, несмотря на то, что это была самая длинная постановке в Савое в 1890-х годах.
Салливан стал неодобрительно относиться к актрисе Нэнси Макинтош и отказался писать ещё одну оперу, где она опять исполнит главную роль, в то время как Гилберт настаивал на том, что она непременно должна появиться в их следующей опере. Вместо этого Салливан объединился со своим старым партнёром Ф. Бёрнандом, с которым они сделали серьёзно переделанную редакцию оперы «Контрабандист» в двух действиях, которая исполнялась под названием «Вождь» (1894) и потерпела неудачу. В 1895 году написал музыку для пьесы «Король Артур» Д. Коминса Карра в театре Лицеум. Гилберт и Салливан воссоединились ещё раз для написания оперы «Великий герцог» (1896), после того как Макинтош объявила о своём уходе со сцены. Эта опера была неудачной, и с тех пор Салливан никогда не сотрудничал Гилбертом, хотя их ранние оперы с успехом возрождались на сцене театра Савой.
В мае 1897 года в театре Альгамбра состоялась премьера балета «Виктория и весёлая Англия» Артура Салливана, написанного по случаю бриллиантового юбилея королевы Виктории. Этот балет исполняли шесть месяцев, что считалось большим успехом. Семь картин балета прославляют в целом английскую историю и культуру, а грандиозный финал — викторианскую эпоху. Комическая опера «Камень красоты» (1898), написанная на либретто Артура Уинга Пинеро и Коминса Карра, была основана на средневековой пьесе моралите. Сотрудничество с этими либреттистами не было успешным: Салливан писал, что Пинеро и Карр были «одарёнными и выдающимися людьми, без какого-либо опыта в написании музыки» и, когда он просил их каких-либо изменений в тексте, они отказывались. Музыка Салливана к тому же оказалась слишком серьёзной для публики театра Савой, опера была осуждена критиками, исполнялась всего семь недель и потерпела провал.
В 1899 году в пользу «жён и детей солдатов и матросов» участников англо-бурской войны, Салливан сочинил военно-патриотическую песню «Рассеянный нищий» на слова Редьярда Киплинга, которая мгновенно стала сенсацией. Исполнение этой песни, продажа нот и сопутствующих товаров позволили собрать на их нужды беспрецедентные 250 000 фунтов. В том же году была написана комическая опера «Роза Персии», на либретто Бейзила Гуда, который объединил эротический сюжет «арабских ночей» с сюжетными моментами «Микадо». Эта опера, полная прекрасных мелодий Салливана, была очень хорошо принята и является самым успешным плодом сотрудничества, не считая тех опер, которые были написаны в соавторстве с Гилбертом. После этого, Салливан быстро взялся за написание следующей оперы совместно с Гудом — «Изумрудный остров», но умер прежде, чем она могла бы быть завершена.

### Личная жизнь
Артур Салливан никогда не был женат, но у него были серьёзные любовные отношения с несколькими женщинами. Первой его девушкой была Рэйчел Скотт Рассел (1845—1882), дочь инженера Джона Скотта Рассела. Салливан часто бывал у них в гостях в середине 1860-х годов. Родители Рэйчел не одобрили возможного брака с молодым композитором с неопределёнными финансовыми перспективами, но те продолжили встречаться в тайне от родителей. В 1868 году Салливан одновременно стал тайно ухаживать за сестрой Рэйчел — Луизой (1841—1878). И те и другие отношения прекратились к началу 1869 года. Сохранилось около 200 писем от обеих женщин, которые позже были изучены биографами Артура Салливана.

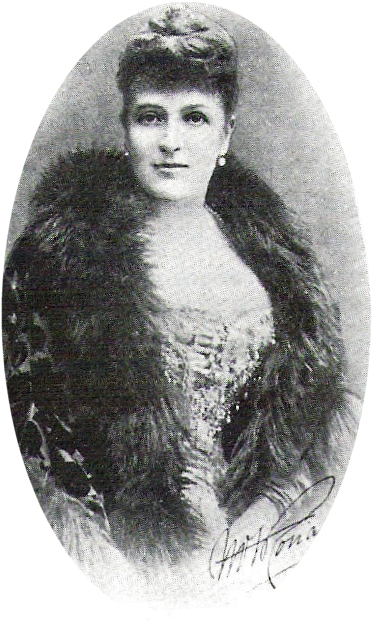
Фанни Рональдс

Самый долгий роман Салливана был с американской светской львицей Фанни Рональдс, которая была старше его на три года и имела двоих детей. Он познакомился с ней в Париже около 1867 года, но серьёзные отношения между ними начались вскоре после её переезда на постоянное место жительства в Лондон в 1871 году. Один из современников описал Фанни Рональдс следующим образом: «Её лицо было совершенно божественным в своём очаровании, черты её лица были тонкими и изысканно правильными. Её волосы имели темно-коричневый оттенок — châtain foncé, и были очень густыми. …милая женщина, с самой благородной улыбкой, которую только можно представить, и самыми красивыми зубами». Салливан назвал её «самым лучшим певцом-любителем в Лондоне». Они часто музицировали вместе, дома или на публике, она часто исполняла песни Салливана под его аккомпанемент на своих известных воскресных вечерах, в том числе «Потерянный аккорд». Когда Салливан умер, он оставил ей нотный автограф этой песни, наряду с другим наследством.
Рональдс жила отдельно от своего американского мужа, однако они так и не развелись. Социальные нормы того времени вынуждали Салливана и Рональдс держать их отношения в тайне. В своём дневнике он упоминал её как «Миссис Рональдс», когда речь шла о каких-то публичных мероприятиях, но как «L. W.» («маленькая женщина», от англ. Little Woman) или «D. H.» (возможно «милая сердцу» от англ. Dear Heart), когда речь шла об их интимных встречах, часто с номером в круглых скобках, указывающим количество совершенных половых актов. Рональдс как минимум дважды была беременна от него и делала аборт в 1882 и 1884 годах. Они иногда ссорились, когда Рональдс узнавала о его изменах, но он всегда возвращался к ней, о чём также имеются записи в его дневнике. Она была его постоянным спутником до конца его жизни, но их сексуальные отношения скорее всего прекратились на рубеже 1889—1890 годов, после чего он начал называть её в дневнике «тётушкой» (Auntie), без пометки, указывающей на их сексуальную активность, хотя аналогичные обозначения сохранились при упоминании его отношений с другими женщинами, которые не были идентифицированы, так как в записях указаны только их инициалы.
В 1896 году 54-летний Салливан сделал предложение 22-летней Вайолет Беддингтон (1874—1962), но она ему отказала. Она была младшей сестрой писательницы Ады Беддингтон, дружившей с Оскаром Уайльдом. Позже Вайолет Беддингтон вышла замуж за писателя Синдея Шиффа, который использовал моменты её отношений с Салливаном в своей новелле «Мирт» 1925 года.

### Смерть, память и наследие

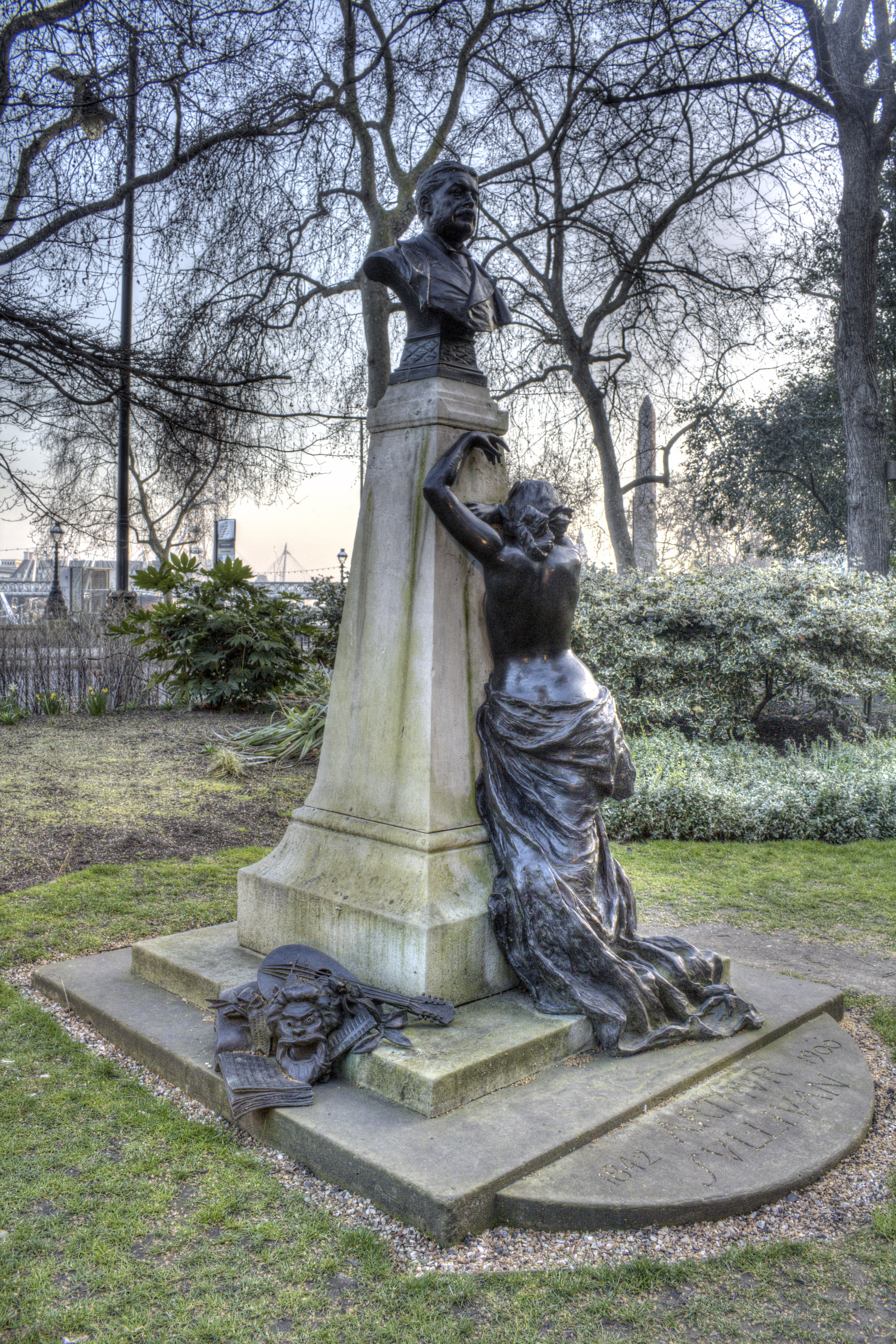
Памятник А. Салливану
Сады набережной Виктории, Лондон

Страдая от затяжного рецидива заболевания почек, из-за которого он ещё с 1880-х годов дирижировал оркестром только сидя, Салливан умер от сердечной недостаточности сопровождавшейся приступом бронхита, в своей квартире в Лондоне 22 ноября 1900 года. Он желал быть похороненным на Бромптонском кладбище, где захоронены его родители и брат, но по приказу королевы Виктории был похоронен в соборе Святого Павла в Лондоне.
Его неоконченная опера «Изумрудный остров» на либретто Бейзила Гуда была завершена сэром Эдуардом Джёрманом и исполнена в 1901 году. «Te Deum Laudamus» для хора, струнных, медных духовых инструментов и органа, написанный в память об окончании англо-бурской войны был впервые исполнен 8 июня 1902 года в соборе Святого Павла в Лондоне.
В Садах набережной Виктории в Лондоне был установлен монумент композитору: бюст Салливана с прильнувшей к постаменту плачущей музой. Надпись на постаменте сбоку является цитатой Гилберта из оперы «Йомены гвардии»: «Жизнь — одолжение? Если так, нужно постичь, что Смерть, когда б ни позвала, [всех] призывает слишком рано».
Творческое наследие Артура Салливана включает 22 комические и одну большую оперы, 12 оркестровых произведений, 10 произведений для хора и оркестра, музыку к семи пьесам драматического театра, два балета, один цикл песен, а также многочисленные гимны и хоралы, написанные для англиканской церкви, песни с фортепианным аккомпанементом и многоголосные песни а капелла, салонные романсы и баллады, фортепианную музыку и произведения для камерного ансамбля. В конце XIX века музыку из опер Салливана использовали в качестве танцевальных пьес, а в XX веке её адаптировали для балетов и мюзиклов. Его оперы не только часто исполнялись в оригинале — их ставили на иностранных языках, часто цитировали в комедийных выступлениях, рекламе, кино и телевидении и других популярных средствах массовой информации, им подражали, из них делали попурри и пародии. Его творчество оказало влияние на британские и американские музыкальные театры, а содержание и форма его произведений, написанных совместно с Гилбертом, непосредственно повлияли на развитие современного мюзикла на протяжении всего XX века. Кроме того, музыковеды продолжают исследовать наследие Артура Салливана, писать научные и биографические статьи о его жизни и творчестве.

## Почести и награды
- Почётный доктор Кембриджского университета (1876)
- Кавалер ордена Почётного легиона (1878)
- Почётный доктор Оксфордского университета (1879)
- Рыцарь-бакалавр (22 мая 1883 г.)
- Орден Меджидие (1888)
- Член Королевского Викторианского ордена (1897)

## Оценка творчества
Как отмечал английский музыковед Джордж Гроув:

Формой и соразмерностью он, кажется, владеет инстинктивно; ритм и мелодия покрывает всё чего он касается; музыка показывает не только чувственного гения, но смысл, рассудительность, пропорциональность, полное отсутствие педантизма и претенциозности; в то время как оркестровка отличается счастливой и подлинной красотой, с трудом достигаемой даже великими мастерами.
Оригинальный текст (англ.)Form and symmetry he seems to possess by instinct; rhythm and melody clothe everything he touches; the music shows not only sympathetic genius, but sense, judgement, proportion, and a complete absence of pedantry and pretension; while the orchestration is distinguished by a happy and original beauty hardly surpassed by the greatest masters.

## Основные произведения

### Оперы и оперетты

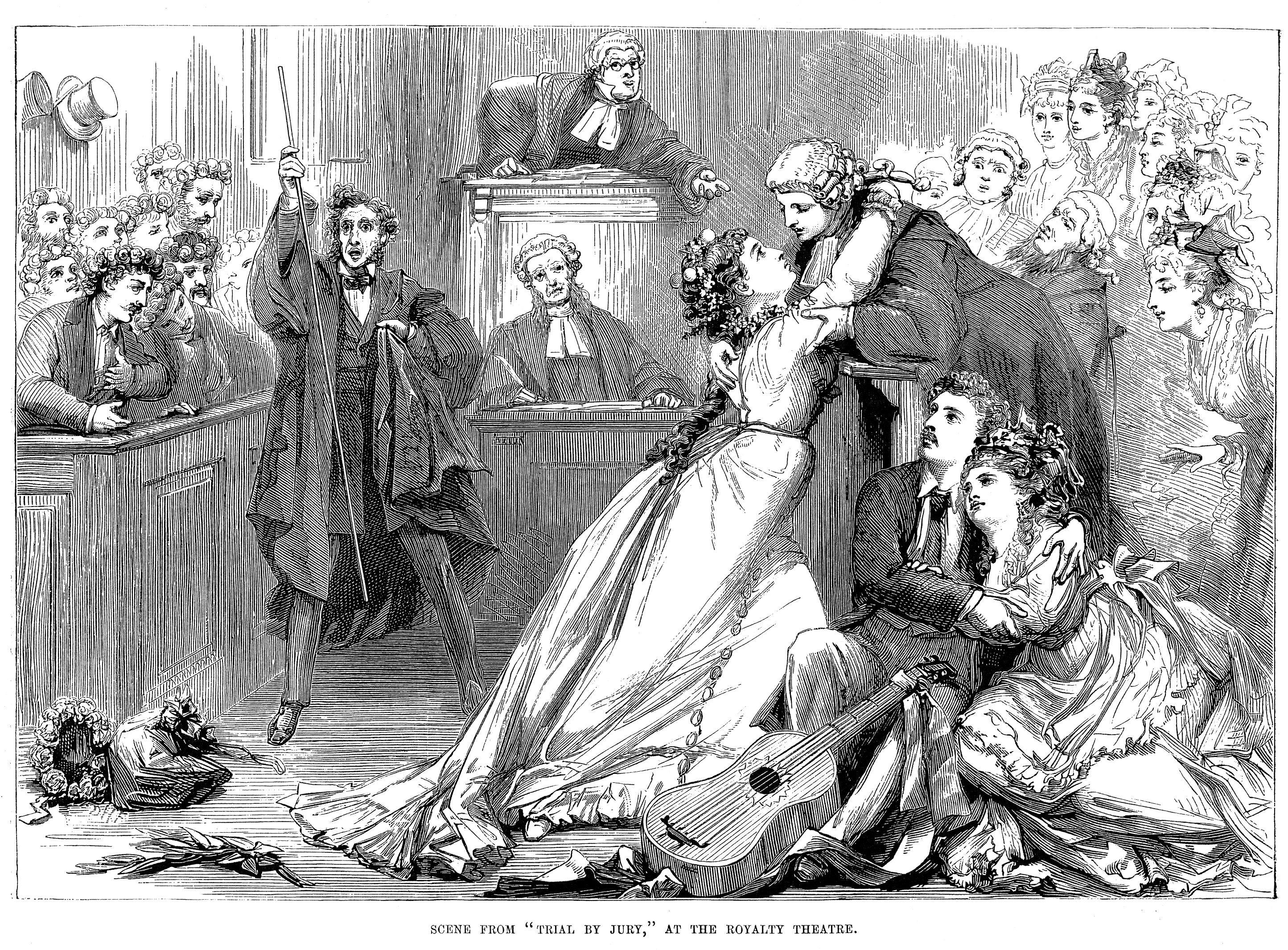
Иллюстрация сцены из «Суда присяжных»

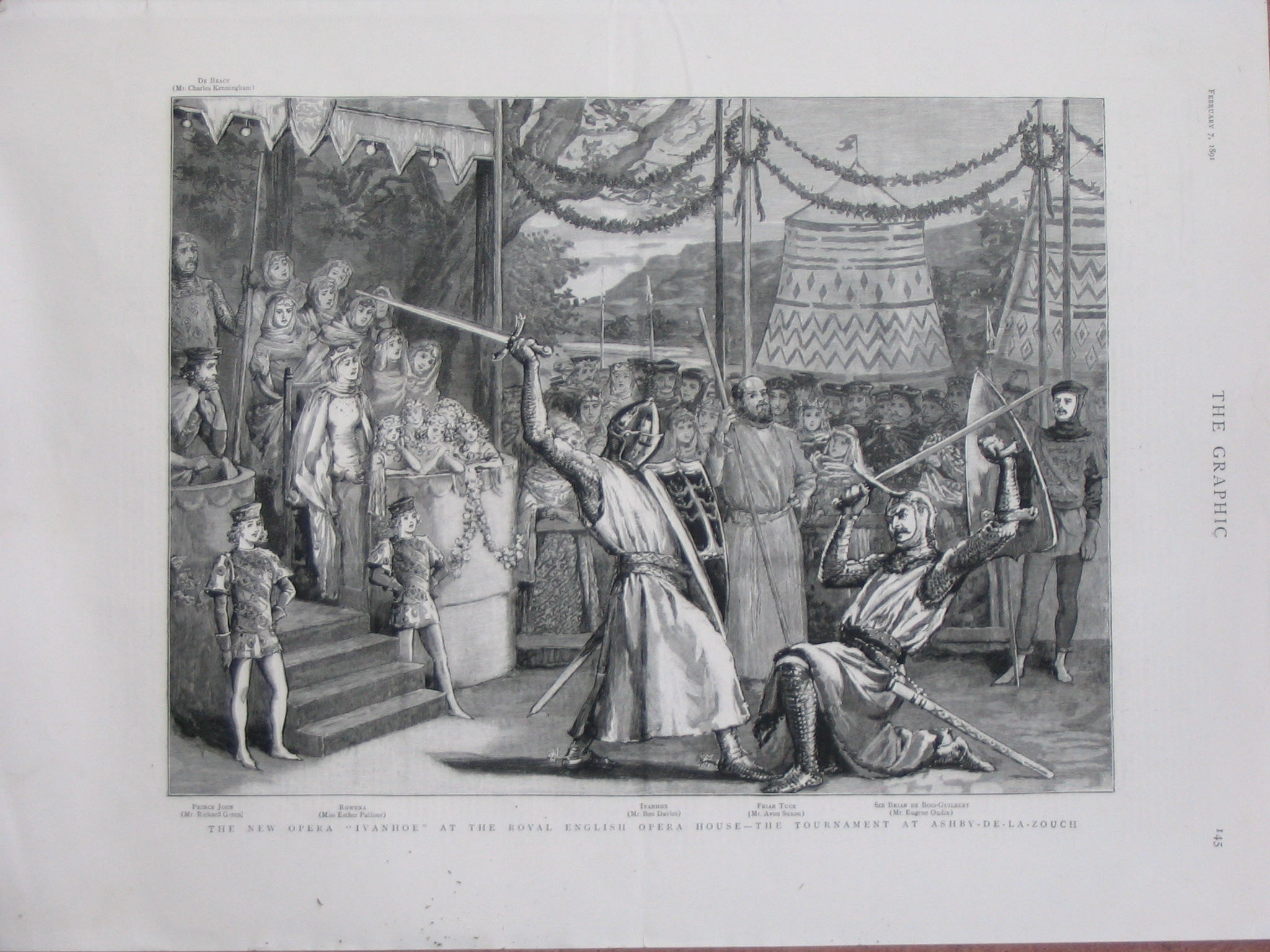
Иллюстрация сцены из «Айвенго»

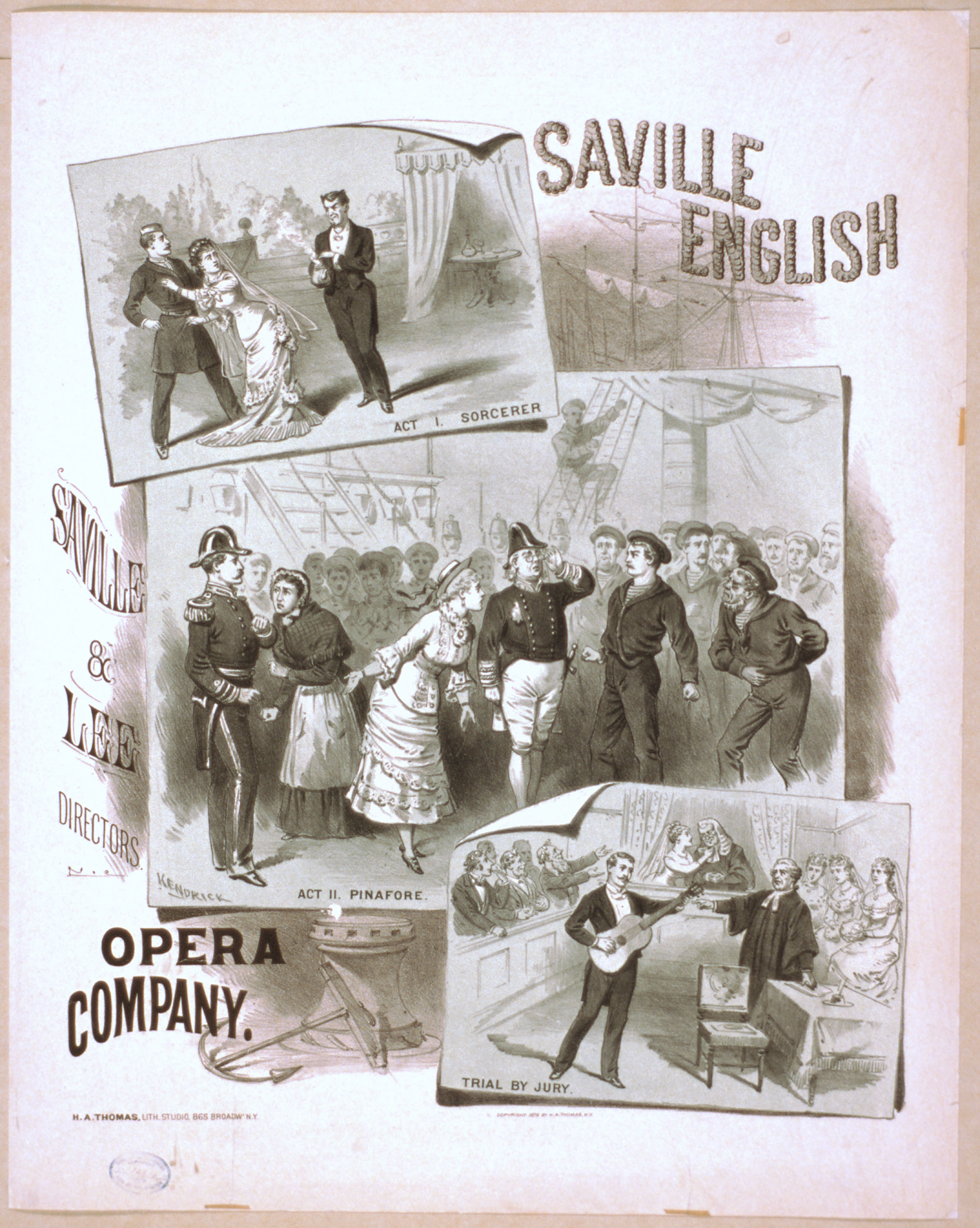
Сцены из разных опер Салливана

- ок. 1863 — Сапфировое колье (The Sapphire Necklace), целиком не исполнялась[n 17]
- 1866 — Кокс и Бокс (Cox and Box)
- 1867 — Контрабандист (The Contrabandista)
- 1871 — Феспис (Thespis)
- 1875 — Суд присяжных (Trial by Jury), в оригинале — драматическая кантата
- 1875 — Зоопарк (The Zoo)
- 1877 — Чародей (The Sorcerer), вторая редакция — 1884 г.
- 1878 — Корабль Её Величества «Пинафор» (H.M.S. Pinafore)
- 1879 — Пираты Пензанса (The Pirates of Penzance)
- 1881 — Пейшенс (Patience)
- 1882 — Иоланта (Iolanthe)
- 1884 — Принцесса Ида (Princess Ida)
- 1885 — Микадо (The Mikado)
- 1887 — Раддигор (Ruddigore)
- 1888 — Йомены гвардии (The Yeomen of the Guard)
- 1889 — Гондольеры (The Gondoliers)
- 1891 — Айвенго[англ.] (Ivanhoe) — единственная большая опера
- 1892 — Хэддон Холл (Haddon Hall)
- 1893 — Утопия с ограниченной ответственностью (Utopia Limited)
- 1894 — Вождь (The Chieftain)
- 1896 — Великий герцог (The Grand Duke)
- 1898 — Камень красоты (The Beauty Stone)
- 1899 — Роза Персии (The Rose of Persia)
- 1901 — Изумрудный остров (The Emerald Isle), завершена Э. Джёрманом

### Оркестровые произведения

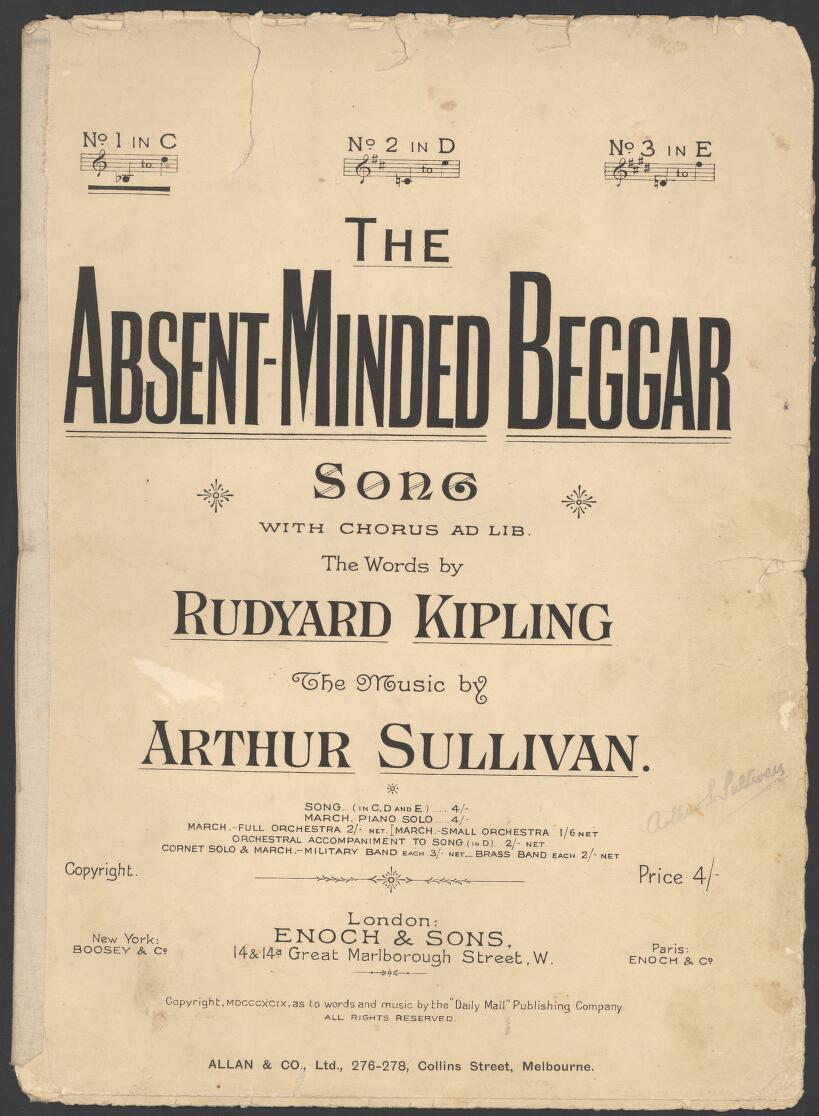
«Рассеянный нищий»

- Тимон Афинский, увертюра по одноимённой пьесе У. Шекспира
- 1858 — Увертюра ре минор (утрачена)
- 1860 — Праздник роз, увертюра по поэме «Лалла-Рук» Т. Мура (утрачена)
- 1863 — Королевский свадебный марш (Procession March / The Royal Wedding)
- 1863 — Марш принцессы Уэльской (Marche Danoise)
- 1866 — Симфония ми мажор «Ирландская»
- 1866 — Увертюра in C, «In Memoriam»
- 1866 — Концерт для виолончели с оркестром
- 1867 — Увертюра «Мармион»
- 1870 — Увертюра di Ballo
- 1893 — Имперский марш
- 1899 — Марш «Рассеянный нищий», на слова Р. Киплинга

### Произведения для хора и оркестра
- 1864 — Маскарад в Кенилворте, кантата
- 1869 — Блудный сын, оратория
- 1871 — На берегу и море, драматическая кантата
- 1872 — Праздничный гимн «Te Deum» для голоса, хора, органа и оркестра
- 1873 — Светоч мира, оратория
- 1880 — Мученица Антиохийская, кантата
- 1886 — Ода на открытие колониальной и индийской выставки
- 1886 — Золотая легенда, кантата
- 1887 — Ода на закладку первого камня в фундамент Императорского института
- 1902 — «Te Deum laudamus» для хора и оркестра (A Thanksgiving for Victory, исполнено после смерти композитора)

### Музыка для драматического театра
- 1861 — Буря, пьеса У. Шекспира
- 1871 — Венецианский купец, пьеса У. Шекспира
- 1874 — Виндзорские насмешницы, пьеса У. Шекспира
- 1877 — Генрих VIII, пьеса У. Шекспира
- 1888 — Макбет, пьеса У. Шекспира
- 1892 — Лесники, пьеса А. Теннисона
- 1895 — Король Артур, пьеса Д. Карра

### Другие произведения
- 1858 — Струнный квартет ре минор

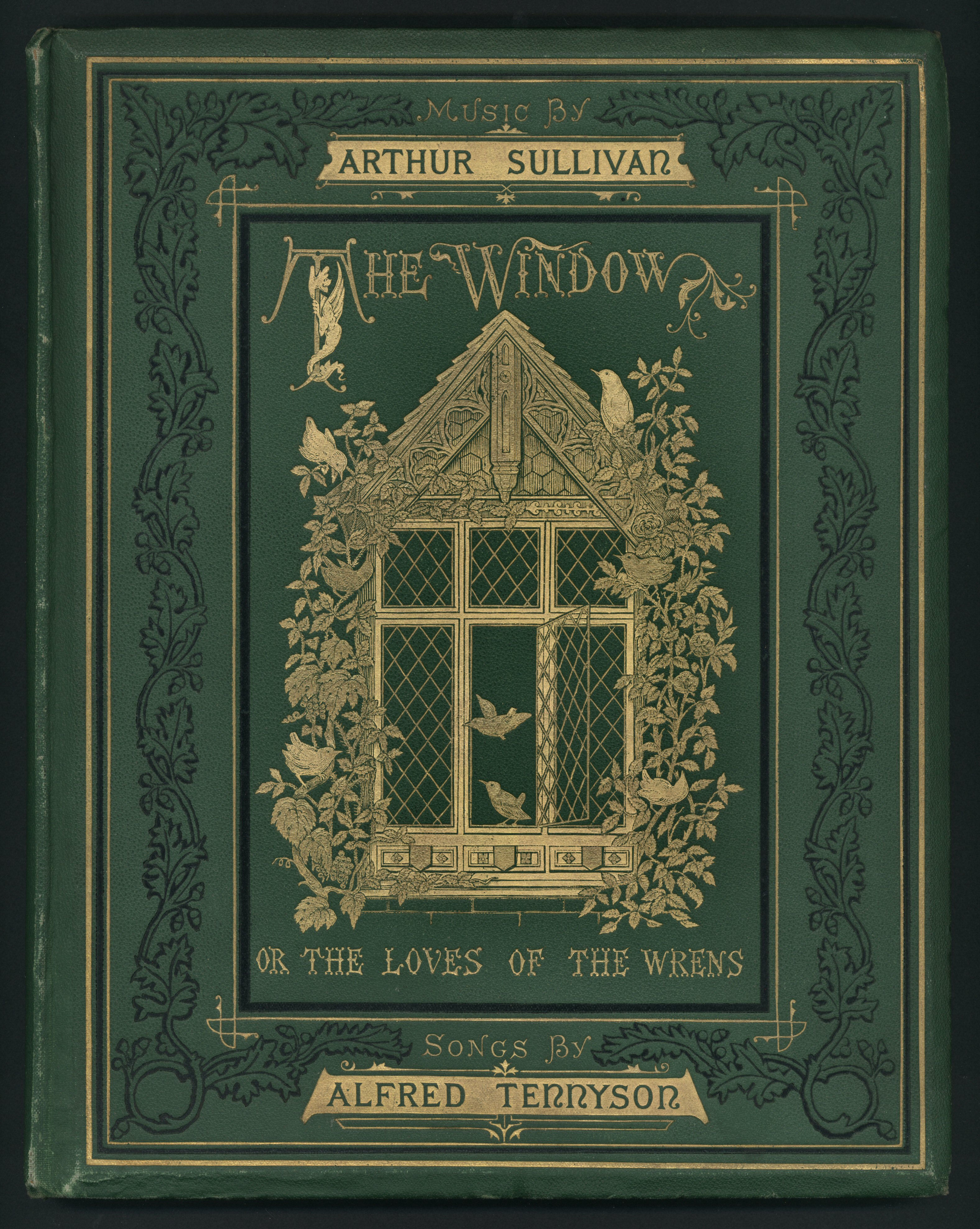
«Окно», сборник песен

- 1859 — Романс соль минор для струнного квартета
- 1864 — Заколдованный остров, балет
- 1871 — «Окно», цикл песен на слова А. Теннисона
- 1874 — «Turn Thee Again», «Mercy and Truth» — обработки русской церковной музыки
- 1877 — «Потерянный аккорд», песня на слова А. Э. Проктер
- 1897 — Виктория и весёлая Англия, балет в восьми сценах
- Ave Maria для хора а капелла
- Duo concertante для виолончели и фортепиано
- 1865 — Идиллия для виолончели и фортепиано
- Песни и салонные баллады
- Гимны
- Многоголосные песни
- Церковная музыка
- Рождественские колядки и песни
- Камерная и фортепианная музыка